# Cyclopogon subalpestris
Cyclopogon subalpestris är en orkidéart som beskrevs av Rudolf Schlechter. Cyclopogon subalpestris ingår i släktet Cyclopogon, och familjen orkidéer. Inga underarter finns listade i Catalogue of Life.